# Moriz Melzer
Moriz Melzer (* 22. Dezember 1877 in Albendorf, Böhmen; † 30. Juni 1966 in Berlin) war ein deutscher Maler und Grafiker des Expressionismus.

## Leben und Werk
Bis 1890 als Porzellanmaler tätig, besuchte Melzer zwischen 1906 und 1908 die Kunstakademie in Weimar, wo er Schüler von Ludwig von Hofmann war.
Mit der Übersiedlung nach Berlin 1908 integrierte er sich ins hauptstädtische Kunstleben. 1909 stellte er noch auf der Berliner Secession aus, wurde jedoch schon ein Jahr später ausjuriert. Als Mitbegründer der Neuen Secession baute er in den Jahren 1910/11 gemeinsam mit Georg Tappert die Schule für freie und angewandte Kunst auf.
1912 folgte ein Studienaufenthalt in Paris, der von dem Schweizer Sammler Walter Minnich finanziell unterstützt wurde. Unter dem Beifall der Kritik stellte Melzer auf dem Salon d’Automne in Paris aus.
Moriz Melzer war Mitglied im Deutschen Künstlerbund. der Prager Secession. 1913 wurde er mit dem Villa-Romana-Preis ausgezeichnet. 1917 gestaltete er den Peter-Behrens-Raum auf der Ausstellung des Deutschen Werkbundes.
Nach dem Ersten Weltkrieg gehörte Melzer zu den Mitbegründern der revolutionären Novembergruppe, deren Vorsitz er 1922 übernahm. An den Ausstellungen der Gruppe beteiligte er sich in den Jahren 1919 bis 1922, 1926, 1927, 1929 und 1931. Illustrationen Melzers erschienen, u. a. als originalgrafische Beilagen, in verschiedenen Zeitschriften, u. a. in Herwarth Waldens „Der Sturm“, in „Der Bücherwurm“ und „Die Aktion“.
1921 bis 1943 war Melzer Lehrer für Porträt, Akt, Komposition, Dekorative Malerei und Bühnenbild an der Schule Reimann, leitete die jährlichen „Sommerstudios“ der Reimann-Schule und Malreisen in südliche Länder.
Melzer trat zum 1. Mai 1933 der NSDAP bei (Mitgliedsnummer 2.641.773). Er schrieb im August 1936 an den Reichsschatzmeister der NSDAP und fragte, ob er nicht eine niedrigere Mitgliedsnummer bekommen könne, weil er bereits in der antisemitischen Bewegung des Georg von Schönerer aktiv gewesen war – also um 1900. Melzer war obligatorisch Mitglied der Reichskammer der bildenden Künste. Belegt ist seine Teilnahme an der Herbstausstellung der Preußische Akademie der Künste 1934 und an der Deutschen Graphikschau in Leipzig 1935. Die expressionistischen Bilder Melzers galten den Nazis gleichwohl als „entartet“, und 1937 wurden in der Aktion „Entartete Kunst“ aus dem Stadtbesitz von Berlin, der Städtischen Kunstsammlung Chemnitz, der Anhaltischen Gemäldegalerie Dessau, dem Kupferstichkabinett Dresden, dem Museum Folkwang Essen, dem Städelschen Kunstinstitut und Städtische Galerie Frankfurt/Main, dem Städtischen Museum Hagen, dem Kestner-Museum Hannover, dem Kaiser-Friedrich-Museum Magdeburg, dem Museum für Kunst und Kunstgewerbe Stettin und der Städtischen Bildergalerie Wuppertal-Elberfeld Werke Melzers beschlagnahmt. Nahezu alle wurden zerstört. Melzer wurde aus dem Lehrbetrieb entlassen.

Melzer lebte bis zu seinem Tod in Berlin-Schöneberg, Innsbrucker Straße 4.

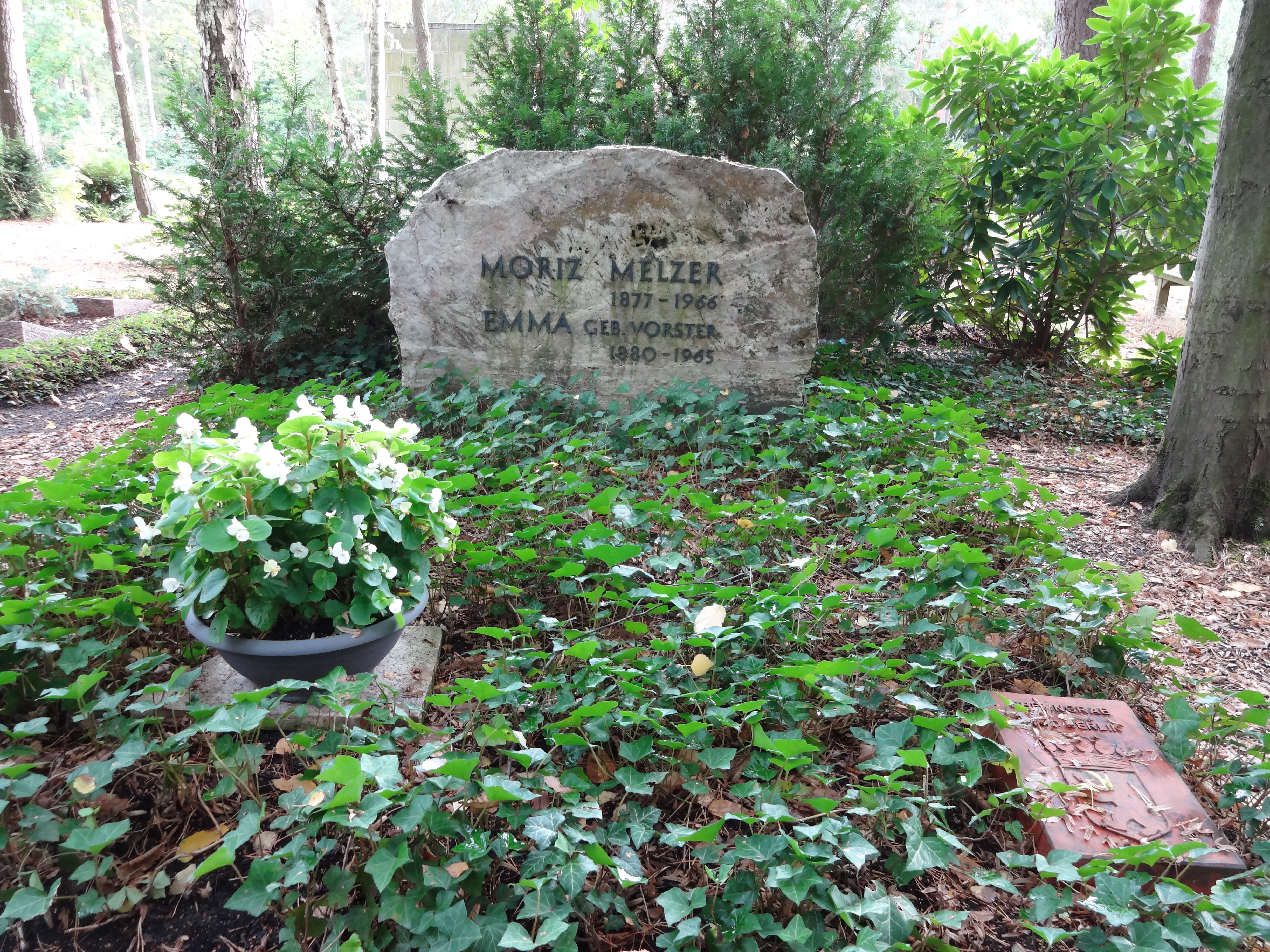
Grabstätte

Er ist auf dem Waldfriedhof Zehlendorf bestattet. Sein Grab ist als Ehrengrab der Stadt Berlin gewidmet.

## Fotografische Darstellung Melzers
- Willy Pragher: Prof. Moriz Melzer beim Malunterricht (1932)[7]

## Werke

### 1937 nachweislich als „entartet“ beschlagnahmte Werke
- Komposition (Tafelbild)
- Verkündigung (Tafelbild)
- Insel der Verwandten (Aquarell)
- Orientalisches Erlebnis (Aquarell)
- Krieger (Holzschnitt)
- Maria mit Kind (Farbholzschnitt)
- Mythologische Szene (Holzschnitt)
- Bauern-Rundtanz (Druckgrafik)
- Rosa Mädchen (Druckgrafik)
- Bogenschützen (Druckgrafik)
- Ein Hoch auf die Frau (Druckgrafik)
- Raub der Freundin (Druckgrafik)
- Braune Frau mit Kindern (Druckgrafik)
- Schwarze Katzen (Druckgrafik)
- Bogenschützen (Druckgrafik)
- Madonna mit Kind (Monotypie, 67,5 × 45,5 cm)[8]
- An einen gefallenen Freund (aquarellierte Lithografie, 1914; Blatt 11 der beschlagnahmten 3. Mappe „Kriegsbilderbogen deutscher Künstler“. Goltzverlag München, 1915)

### Weitere Werke (Auswahl)

#### Tafelbilder (Auswahl)
- Der alte Weimarer Bahnhof, um 1905, Neues Museum Weimar
- Der Tanz (Öl auf Leinwand, 120 × 120 cm, 1908; Berlinische Galerie)
- Bauernhäuser (Öl auf Leinwand, 79 × 110 cm, 1910–1911; Berlinische Galerie)
- Fischerboote am Strand 1911, Altonaer Museum, Inv.Nr. 1967-660
- Erstürmung (Öl auf Pergament auf Leinwand, 82 × 116 cm, 1912; Berlinische Galerie)

#### Druckgrafik (Auswahl)
- Gewitter über Mittelberg (Monotypie und Öl auf Papier und Pappe aufgezogen, 125 × 86 cm, 1919; Berlinische Galerie)
- Selbstbildnis (Monotypie auf Japanpapier, 56 × 40,8 cm, 1923; Berlinische Galerie)

#### Buchillustrationen (Auswahl)
- Ludwig Tieck: Phantasus. Morawe & Scheffelt, Berlin, 1911 (Vorzugsausgaben von 500 Ex. u. a. mit fünf Originalradierungen)

## Einzelausstellungen (Auswahl)
- 1914: Hamburg, Kunstsalon Commeter
- 1918: Wanderausstellung in mehreren Großstädten
- 1918: Berlin, Graphisches Kabinett J. B Neumann
- 1963: Regensburg, Ostdeutsche Galerie (mit August Wilhelm Dressler)
- 1967: Berlin, Rathaus-Galerie Neukölln
- 1977: Berlin, Rathaus Wedding
- 2005: Berlin, Galerie Berinson
- 2007/2008: Regensburg, Ostdeutsche Galerie („Moriz Melzer – Streben nach reiner Kunst. Werke von 1907 bis 1927“)[9]